# Ludwik Orleański
Ludwik I Orleański (ur. 13 marca 1372, zm. 23 listopada 1407) – książę Orleanu, syn króla Francji Karola V Mądrego i Joanny de Burbon, pochodził z dynastii Walezjuszów.
Ludwik odegrał ogromną rolę podczas wojny stuletniej we Francji. W miarę jak potęgowała się choroba umysłowa (schizofrenia) jego starszego brata Karola VI Szalonego, Ludwik coraz zacieklej walczył z Janem bez Trwogi – księciem Burgundii – o regencję i opiekę nad swoimi bratankami. Miał nawet podobno romans z samą królową Izabelą Bawarską. Był przywódcą partii Armaniaków (franc. Armagnacs). Został zamordowany na ulicach Paryża na polecenie swojego konkurenta.

## Potomstwo
W 1389 Ludwik poślubił Walentynę Visconti, córkę Gian Galeazzo, księcia Mediolanu. Miał z nią:
- córkę (1390)
- Ludwika (1391–1395)
- syna (1392)
- Jana Filipa (1393, Paryż – 1393, Château de Vincennes)
- Karola, księcia Orleanu (1394–1465), ojca króla Ludwika XII
- Filipa, hrabia Vertus (1396–1420)
- Jana, hrabiego Angoulême (1404–1467), dziadka króla Franciszka I
- Marię (1401)
- Małgorzatę, hrabinę Vertus (1406–1466), żonę Ryszarda Bretońskiego, hrabiego Étampes

Z Mariette d'Enghien Ludwik miał nieślubnego syna:
- Jana, hrabiego Dunois, Bastarda Orleańskiego